# Darko Zec
Darko Zec (Lubiana, 21 febbraio 1989) è un calciatore sloveno, difensore del Donau Klagenfurt.

## Palmarès

### Club

#### Competizioni nazionali
- Campionato sloveno: 2

Domžale: 2006-2007, 2007-2008
- Coppa di Slovenia: 1

Domžale: 2010-2011